# Stratasys
Stratasys est un fabricant américano-israélien d'imprimantes 3D avec une large gamme de matériaux thermoplastiques (ABS, polyphénylsulfone (PPSF), Polycarbonate, Polyétherimide, nylon 12,...)
Stratasys fabrique notamment des systèmes de prototypage pour les équipementiers automobiles, aérospatiaux, industriels, électroniques, médicaux. 

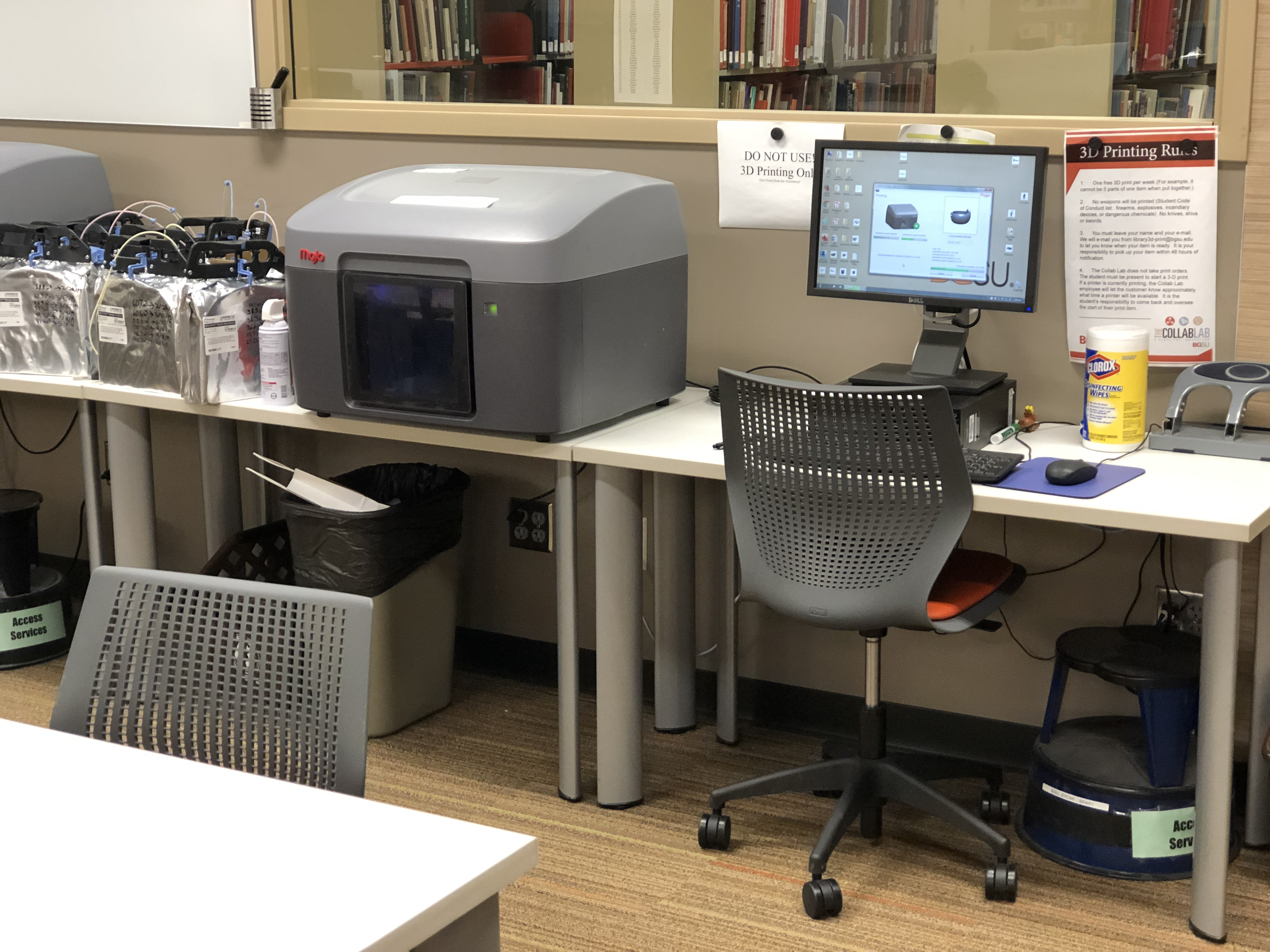
une imprimante 3D FDM de Stratasys